# Masterpiece (album The Temptations)
Masterpiece è un album del gruppo musicale statunitense The Temptations, pubblicato dalla Gordy, un'etichetta discografica della Motown, nel 1973.
L'album è prodotto da Norman Whitfield, che è anche compositore di tutti i brani, mentre gli arrangiamenti sono curati da Paul Riser.
Il brano che dà il titolo all'intero lavoro ha una durata di quasi 14 minuti, che per motivi di spazio sulla facciata del vinile hanno dovuto essere ridotti a meno di 4 minuti e mezzo nella versione pubblicata come singolo.

## Tracce

### Lato A
1. Hey Girl (I Like Your Style)
2. Masterpiece

### Lato B
1. Ma
2. Law of the Land
3. Plastic Man
4. Hurry Tomorrow